# Rocquencourt (Oise)
Rocquencourt ist eine französische Gemeinde mit 188 Einwohnern (Stand 1. Januar 2022) im Département Oise in der Region Hauts-de-France (vor 2016 Picardie). Sie liegt im Arrondissement Clermont und ist Teil der Communauté de communes de l’Oise Picarde und des Kantons Saint-Just-en-Chaussée (bis 2015 Breteuil).

## Geographie
Rocquencourt liegt etwa 45 Kilometer nordöstlich von Beauvais. Umgeben wird Rocquencourt von den Nachbargemeinden Quiry-le-Sec im Norden und Nordwesten, Coullemelle im Norden, Villers-Tournelle im Osten, Sérévillers im Südosten, Le Mesnil-Saint-Firmin im Süden, Tartigny im Südwesten sowie Rouvroy-les-Merles im Westen.

## Einwohner
| 1962                      | 1968 | 1975 | 1982 | 1990 | 1999 | 2006 | 2013 |
| ------------------------- | ---- | ---- | ---- | ---- | ---- | ---- | ---- |
| 192                       | 155  | 120  | 118  | 130  | 161  | 179  | 191  |
| Quelle: Cassini und INSEE |      |      |      |      |      |      |      |

## Sehenswürdigkeiten
- Kirche Notre-Dame aus dem 16. Jahrhundert